# William Pottker
William Pottker (Florianópolis, 22 december 1993) is een Braziliaans voetballer.

## Biografie
Hij begon zijn carrière bij Figueirense uit zijn thuisstad in 2011 en maakte dat jaar al zijn debuut in de Série A. Vanaf 2013 werd hij aan meerdere clubs uitgeleend. Van 2016 tot 2017 speelde hij voor Ponte Preta. Met zijn team werd hij vicekampioen in het Campeonato Paulista, waar hij gedeeld topschutter werd. Na de staatscompetitie trok hij naar Internacional.